# Fake (Simply Red)
Fake is een nummer van de Britse band Simply Red uit 2003. Het is de tweede single van hun achtste studioalbum Home.
De tekst van Fake is door Mick Hucknall alleen geschreven, maar voor de muziek had hij tien andere schrijvers nodig. De videoclip is opgenomen in Watford en geregisseerd door Andy Morahan.. Het laat zien hoe Mick Hucknall door een nachtclub loopt, terwijl hij praat met mensen die lijken op bekende personen. Onder hen zijn dubbelgangers van Eminem, Ozzy Osbourne, Naomi Campbell, Kylie Minogue, Diana Ross, Robert De Niro, Madonna, Britney Spears, Pamela Anderson, Pierce Brosnan, Sean Connery, Halle Berry, Michael Jackson, Joan Collins, Cher, David Beckham en Victoria Beckham.
Fake werd een bescheiden hit in een paar Europese landen. In het Verenigd Koninkrijk haalde het de 21e positie. In de Nederlandse Top 40 haalde het de 12e positie, maar in Vlaanderen moest het nummer het doen met een 4e plek in de Tipparade.